# Estação Anagnina
A Estação Anagnina é a estação terminal do sudeste da Linha A do Metrô de Roma. Está localizado na junção da Via Tuscolana e da Via Anagnina, perto do depósito da Osteria del Curato. A estação é em 53 medidores acima do nível do mar. 
O salão da estação contém mosaicos criados, entre outros por Luigi Veronesi, Gottfried Honneger e Mikhail Koulakov. Os mosaicos são ditos ser um sucesso em que iluminam acima de outra maneira espaços sombrios.